# Круглі вежі Ірландії

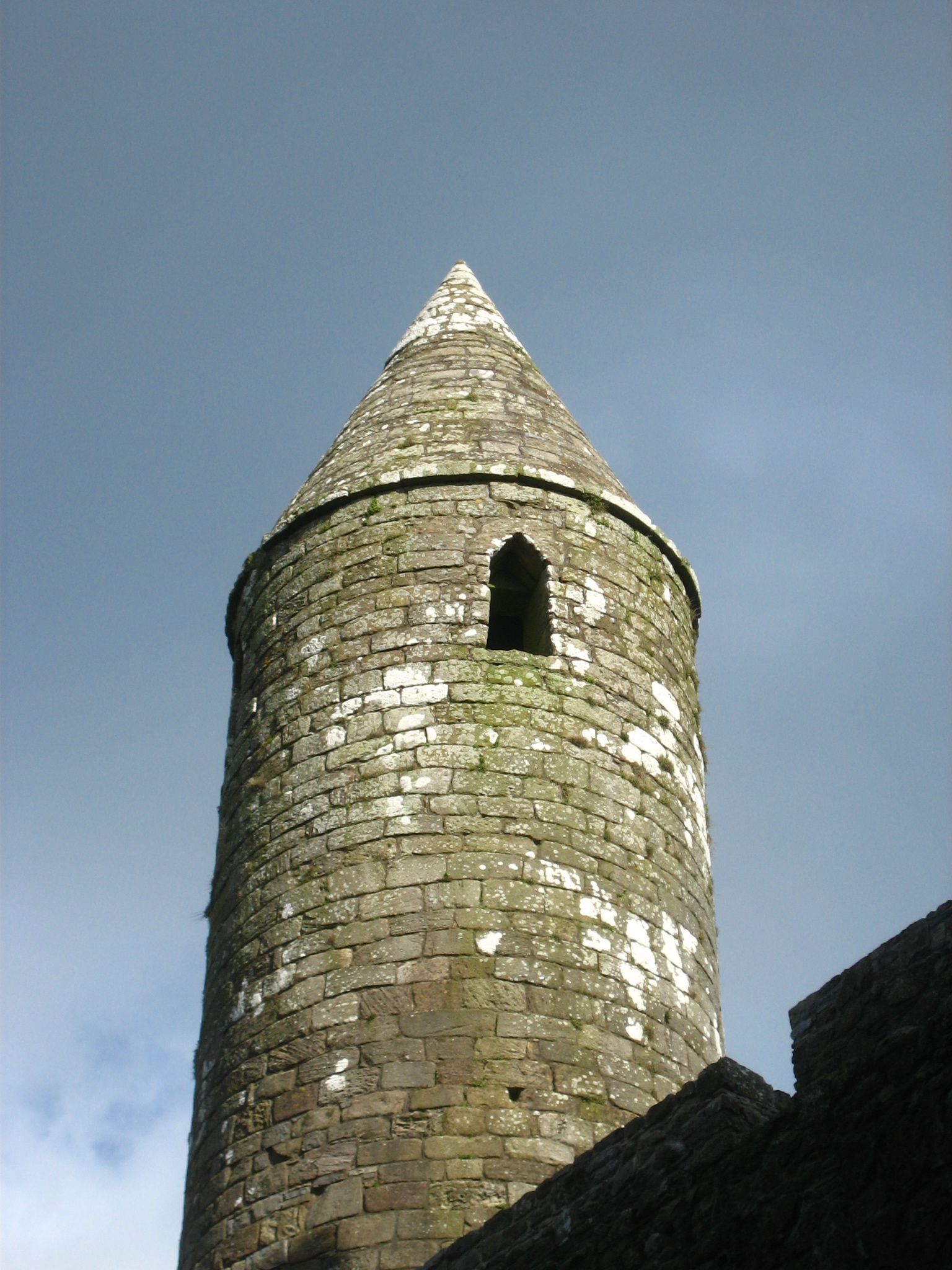
Кругла вежа на горі Кашел

Круглі вежі Ірландії (Клогхех) (ірл. Cloigtheach, англ. Irish round towers) — кам'яні вежі епохи раннього Середньовіччя,що створювалися в період між IX і XII ст.. Розташовані переважно в Ірландії, дві вежі є в Шотландії і одна на острові Мен.

## Характеристика
Вважається, що ірландські вежі могли бути свого роду дзвіницями, що скликають народ на молитву, — на користь цього припущення свідчить той факт, що вежа майже завжди розташовувалася поблизу церкви, — або служили притулком під час ворожих набігів.

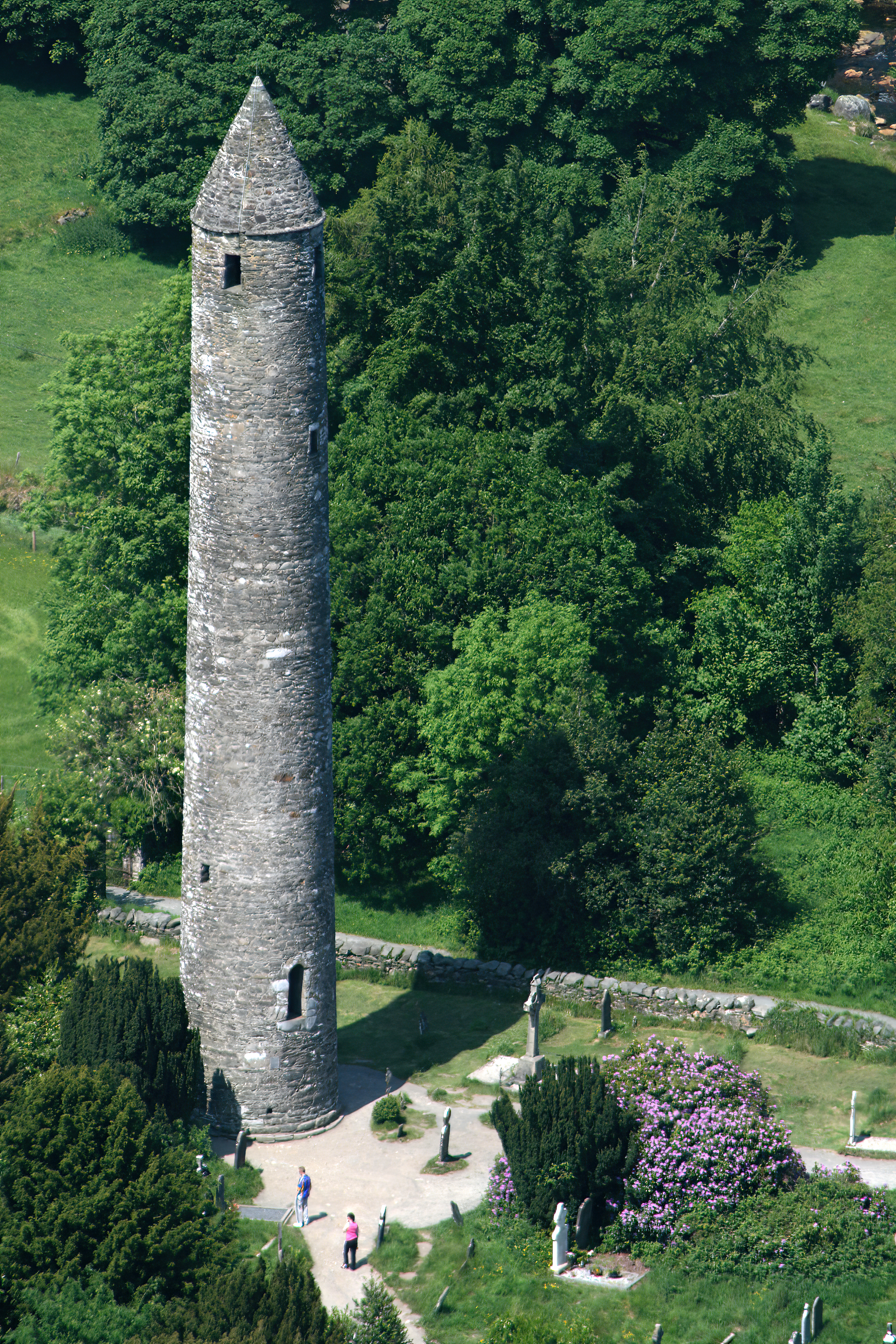
Вежа в Ірландії

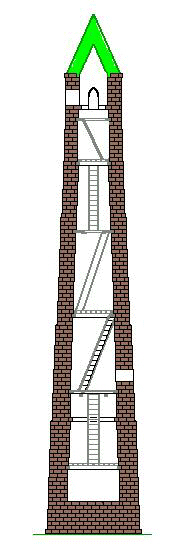
Внутрішня будова ірландської круглої вежі.

Висота круг веж в Ірландії варіюється від 18 до 30 м. Найвища вежа — 34 м — розташована в Кілмакду, графство Голвей. Спосіб будови і внутрішній устрій у всіх веж практично однакові. Всередині круглої стіни будувалася ще одна, а порожнину між ними заповнювали щебенем. Вхід у вежі розташовувався на відстані в середньому 2—3 м від рівня основи. Ймовірно це було зроблено з метою забезпечення захисту, щоб ворогам було складніше проникнути всередину. Внутрішній простір вежі ділився на декілька ярусів, сполучених дерев'яними сходами.
Деякі вежі увінчані конічним дахом. Вважається, що й інші вежі були влаштовані так само, але через століття дах у них обвалився. У деяких веж у Середньому Середньовіччі було споруджено зубчасте закінчення, характерну архітектурну деталь того часу.
Усього на території Ірландії відомо близько 120 круглих веж. Більшість із них перетворилися з часом на руїни, а у відносно незмінному стані збереглося тільки близько двадцяти.

## Круглі вежі Ірландії
- Вежа в Агадоу, селищі в графстві Керрі
- Вежа в Агаговер, селищі в графстві Мейо
- Вежа в Агавіллер, селищі в графстві Кілкенні
- Вежа в Ардморі, невеликому селі в графстві Вотерфорд
- Вежа в Ардпатрік, селищі в графстві Лімерик
- Вежа в Ардраган, селищі в графстві Голвей
- Вежа в Армой, невеликому селі в графстві Антрім
- Вежа в Балла, невеликому селі в графстві Мейо
- Вежа в Глендалох, селищі в графстві Уіклоу
- Вежа в Грангефертах, селищі в графстві Кілкенні
- Вежа в Девеніш І, селищі в графстві Фермана
- Вежа в Девеніш II, селищі в графстві Фермана
- Вежа в Деррі, місті в графстві Деррі
- Вежа в Донамор, селищі в графстві Міт
- Вежа в Донахморі, невеликому селі в графстві Тайрон
- Вежа в Драмбо, селищі в графстві Даун
- Вежа в Драмкліфф, селищі в графстві Клер
- Вежа в Драмкліфф, селищі в графстві Слайго
- Вежа в Драмлейн, селищі в графстві Каван
- Вежа в Дроміскін, селищі в графстві Лаут
- Вежа на Ініш Келтра, на острові Ініш Келтра, що серед озера Лох-Дерг в графстві Клер
- Вежа в Інішкін, селищі в графстві Монахан
- Вежа в Каррігін, монастирі в графстві Лімерик
- Вежа в Каслдермоті, місті в графстві Кілдер
- Вежа в Келлс, монастирі в графстві Міт
- Вежа в Кілбеннан, селищі в графстві Голвей
- Вежа в Кілдері, місті в графстві Кілдер
- Вежа в Кілкенні, місті в графстві Кілкенні
- Вежа в Кілкуна, селищі в графстві Голвей
- Вежа в Кіллала, невеликому селі в графстві Мейо
- Вежа в Кіллені, селищі на островах Арран в графстві Голвей
- Вежа в Кіллінабой, невеликому селі в графстві Клер
- Вежа в Кілмакду, невеликому селі в графстві Голуей
- Вежа в Кілмаллок, невеликому селі в графстві Лімерик
- Вежа в Кілрі, невеликому селі в графстві Кілкенні
- Вежа в Кіннейх, селищі в графстві [Корк (графство)|Корк]]
- Вежа в Клойн, селищі в графстві Корк
- Вежа в Клондалкіні, за 10 км на захід від Дубліна
- Вежа в Клонс, невеликому селі в графстві Монахан
- Вежа на горі Кашел в графстві Тіпперері
- Вежа при монастирі Клонмакнойз в графстві Оффалі
- Вежа в Ласк, в Дубліні в графстві Дублін
- Вежа в Лахмор, невеликому селі в графстві Тіпперері
- Вежа в Магера, селищі в графстві Даун
- Вежа в Міліці, невеликому селі в графстві Мейо
- Вежа в Молланін, монастирі в графстві Клер
- Вежа в Монастербойс, невеликому селі в графстві Лаут
- Вежа в Нендрам, селищі в графстві Даун
- Вежа в Оран, селищі в графстві Роскоммон
- Вежа в Отер Ард, селищі в графстві Кілдер
- Вежа в Рам, селищі в графстві Антрім
- Вежа при монастирі Ратту в графстві Керрі
- Вежа в Рахміхел, в місті Дублін в графстві Дублін
- Вежа в Роскам, селищі в графстві Голвей
- Вежа в Роскрі, місті в графстві Тіпперері
- Вежа в Сворд, в місті Дублін в графстві Дублін
- Вежа Святого Малліна, монастирі в графстві Карлоу
- Вежа в Сейр Кіеран, селищі в графстві Оффалі
- Вежа в Скаттері, селищі в графстві Клер
- Вежа в Старому Кілкуллені, селищі в графстві Кілдер
- Вежа в Стіпл, в місті Антрім в графстві Антрім
- Вежа в Тагадоу, селищі в графстві Кілдер
- Вежа в Тімахо, місті в графстві Леїш
- Вежа на острові Торі, острові в графстві Донегол
- Вежа в Туллагерін, селищі в графстві Кілкенні
- Вежа в Турлу, абатстві в графстві Мейо
- Вежа в Фавхарт, селищі в графстві Лаут
- Вежа в приході Фертах в графстві Кілкенні

## Вежі Шотландії
- Вежа в Брехіні, місті в області Ангус
- Вежа в Ебернеті, селі в області Перт-і-Кінросс

## Острів Мен
- Вежа розташована на острові Св. Патріка, поряд з містом Піл

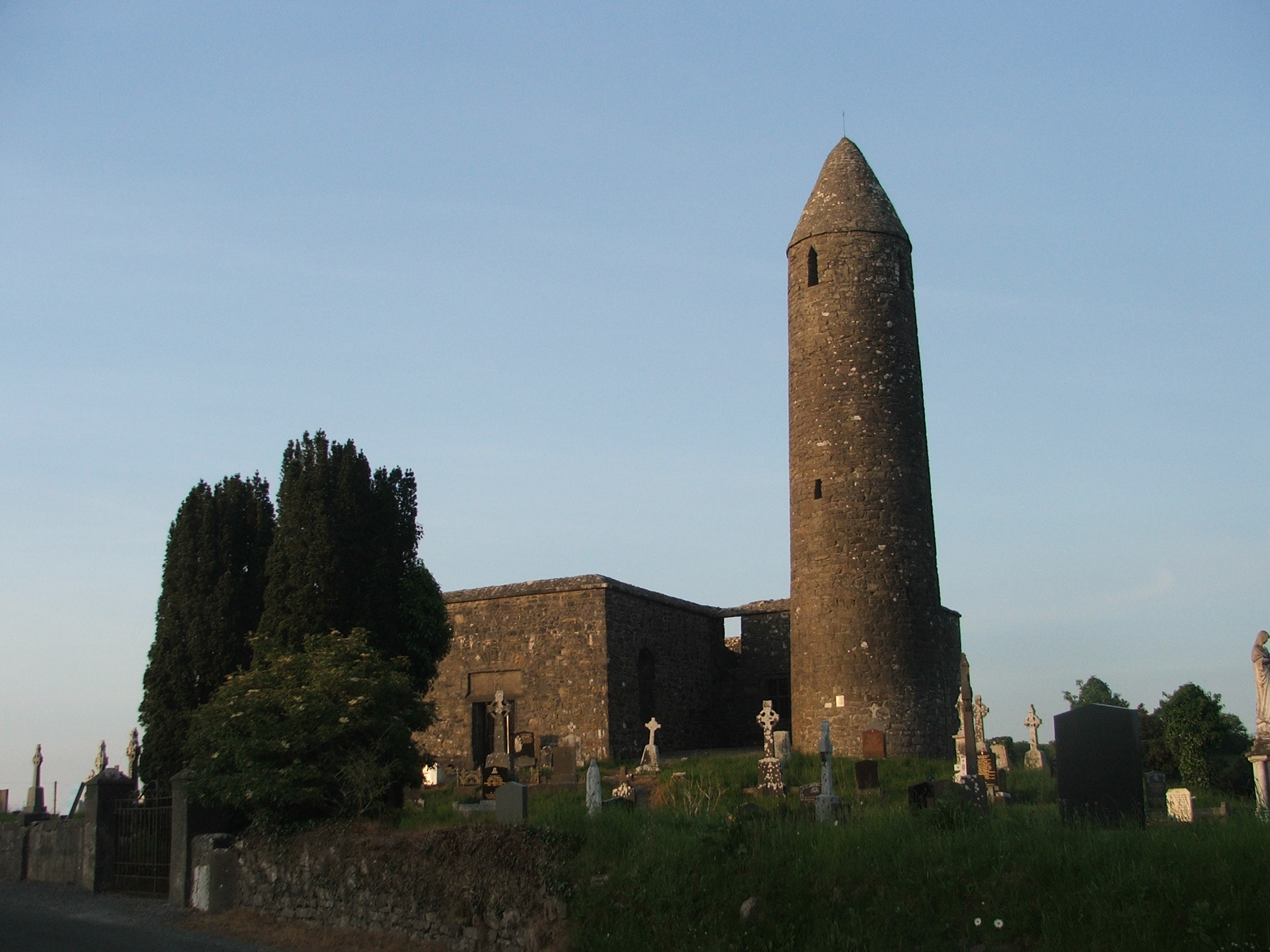
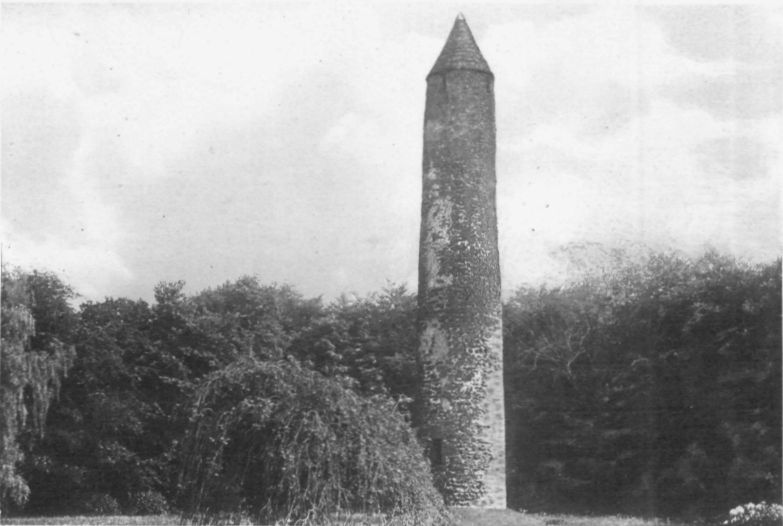
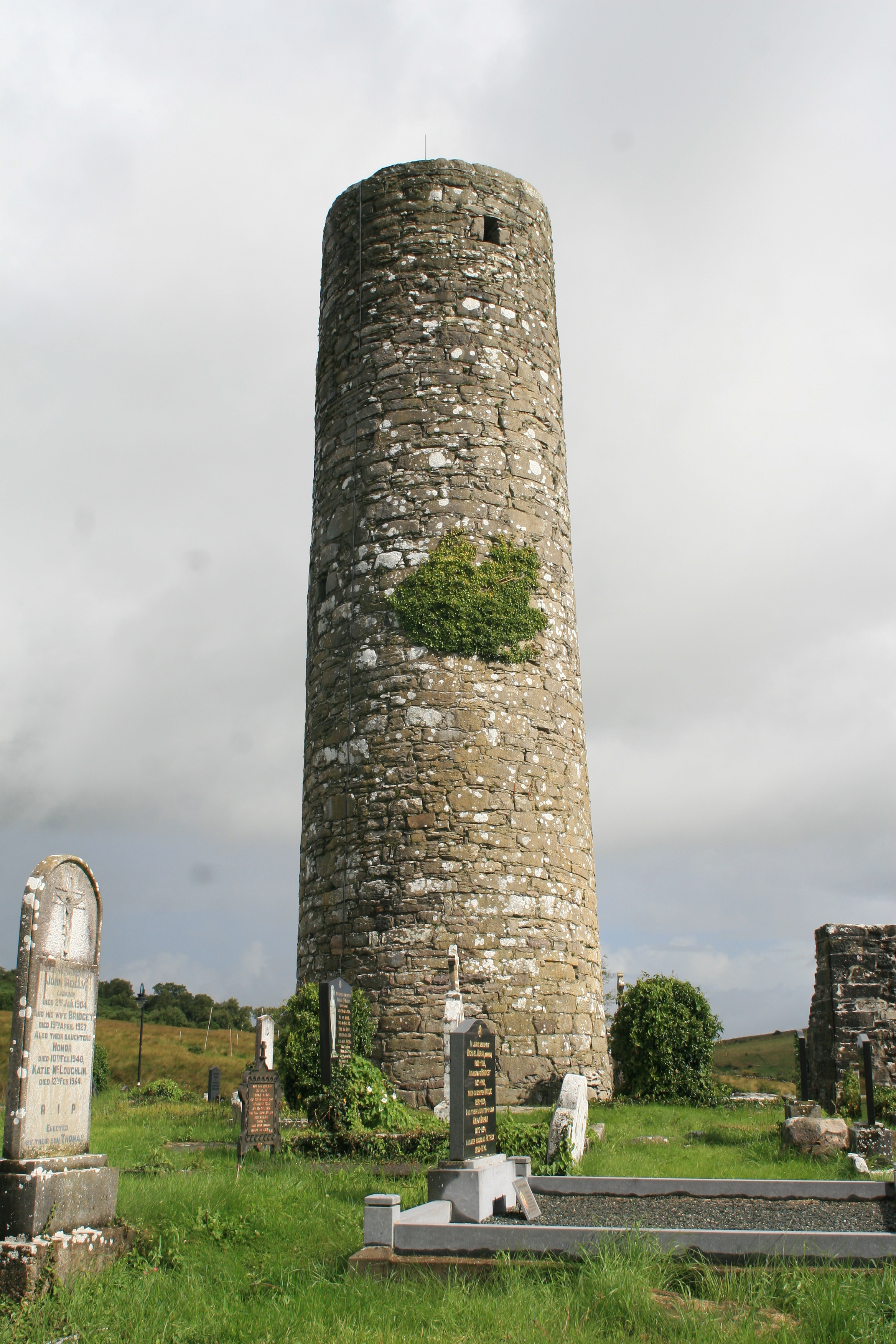
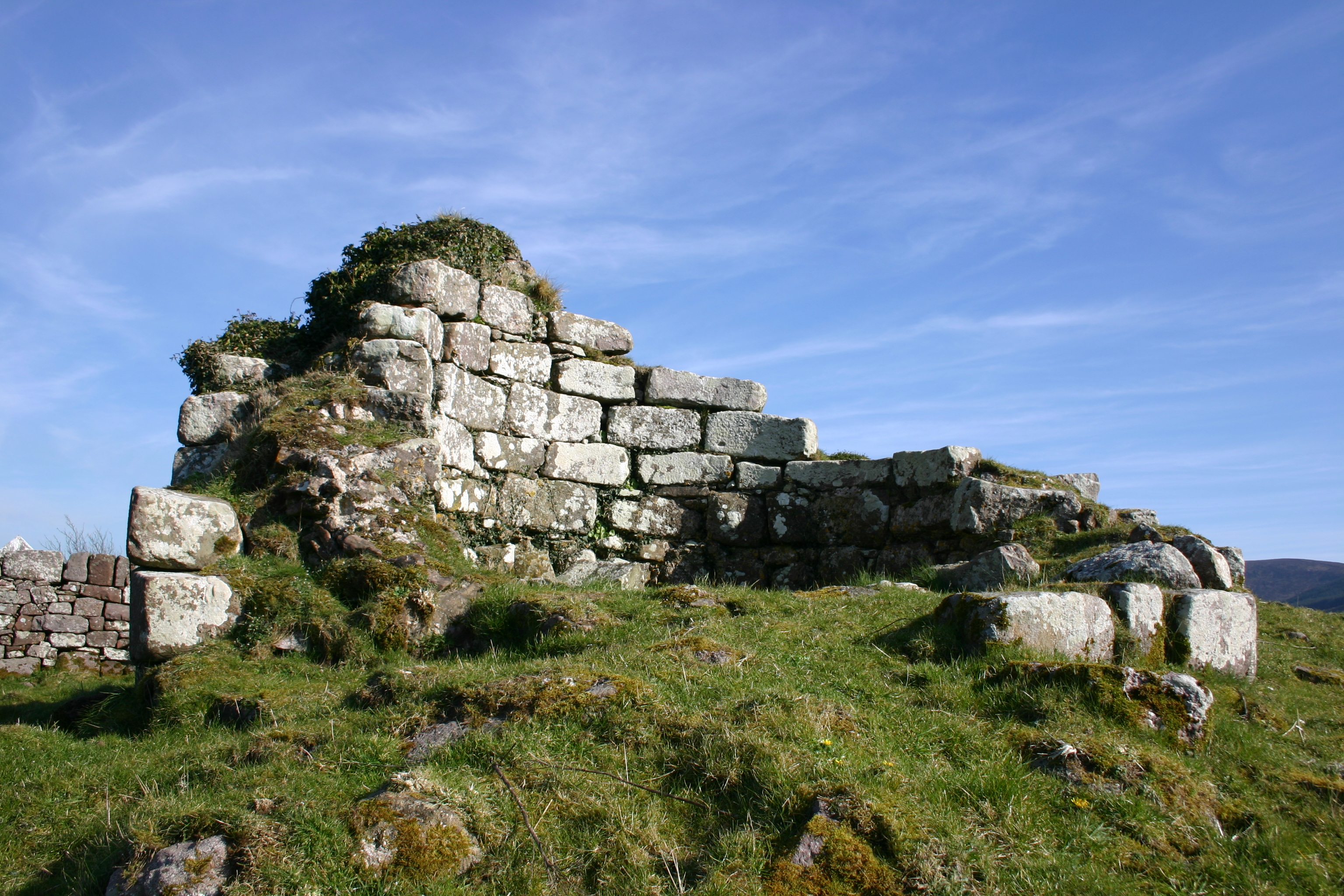
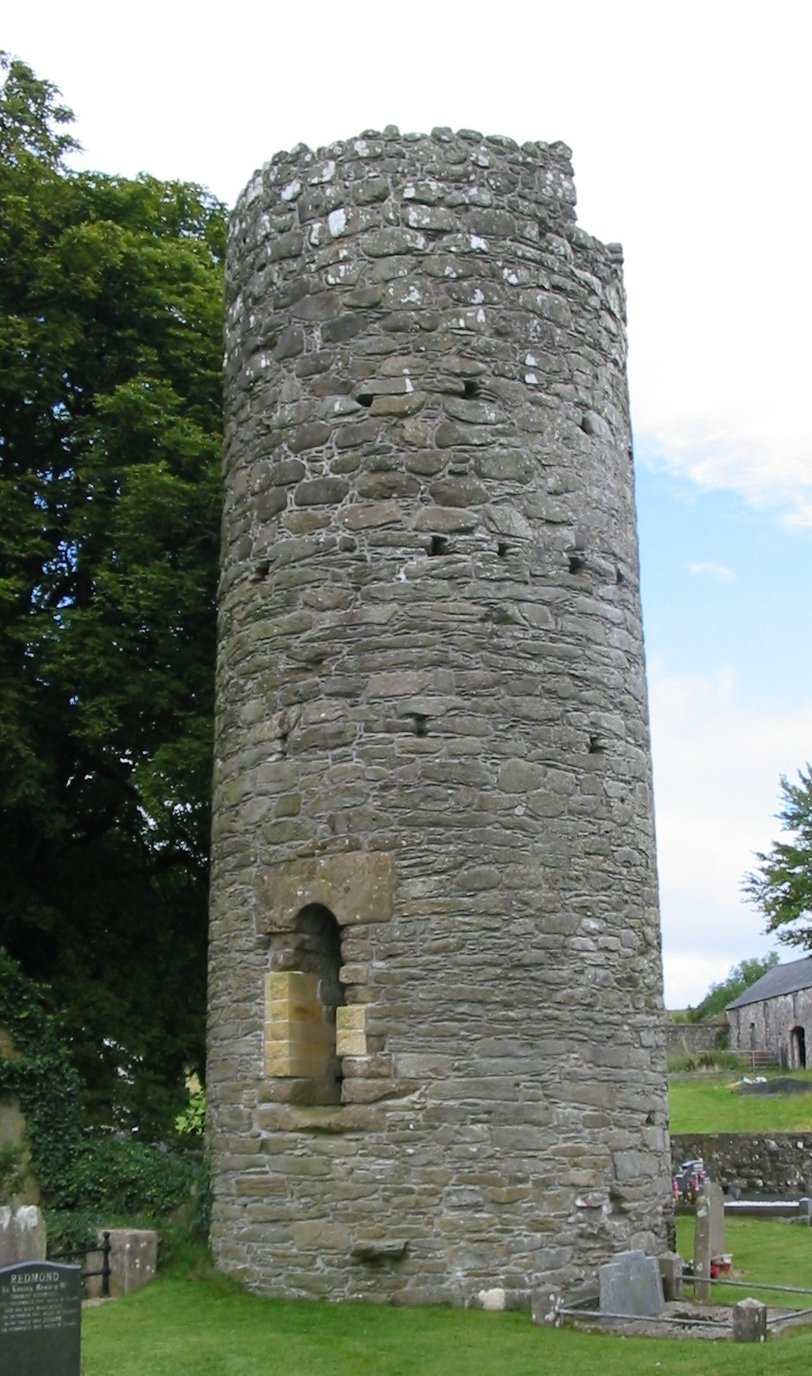
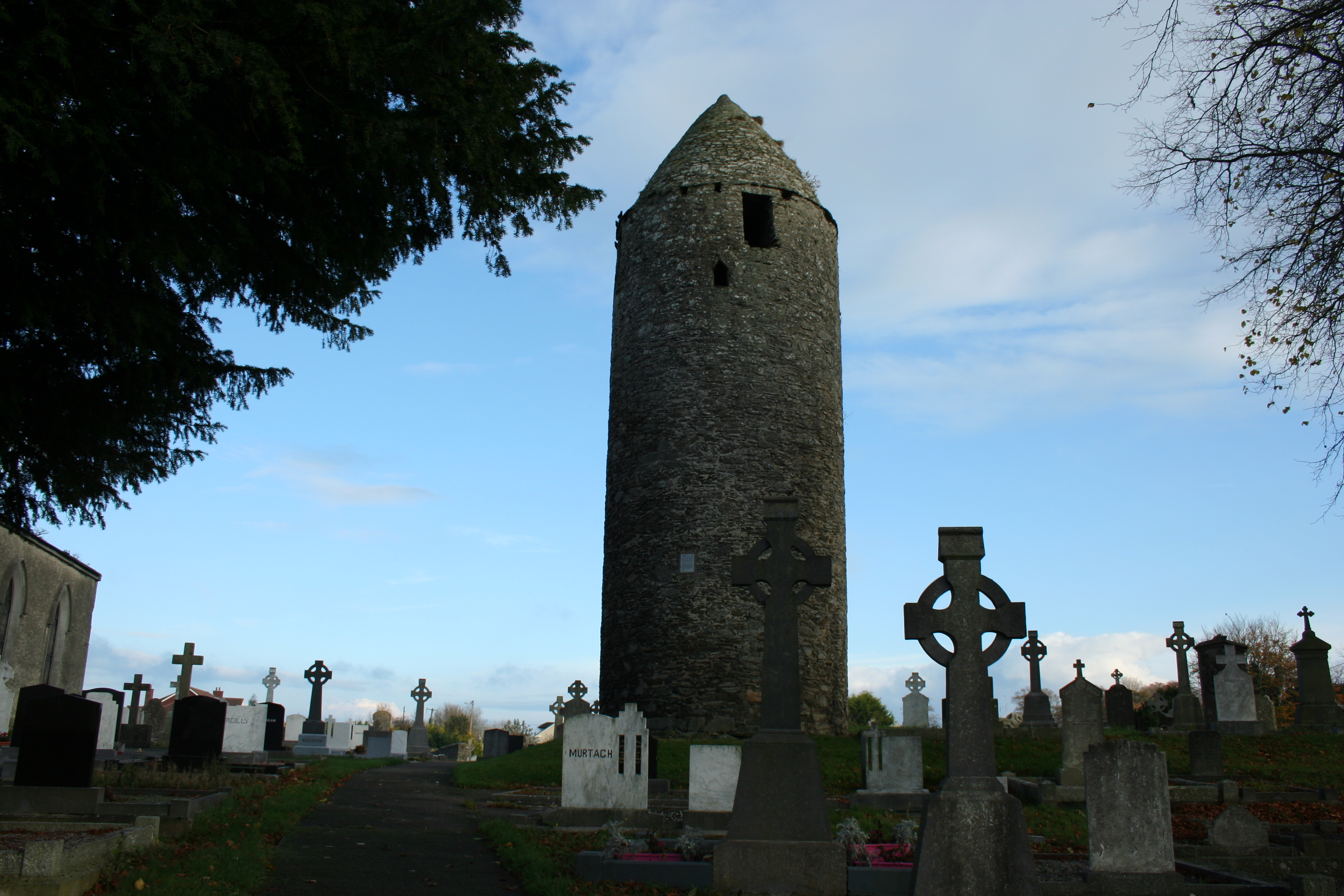
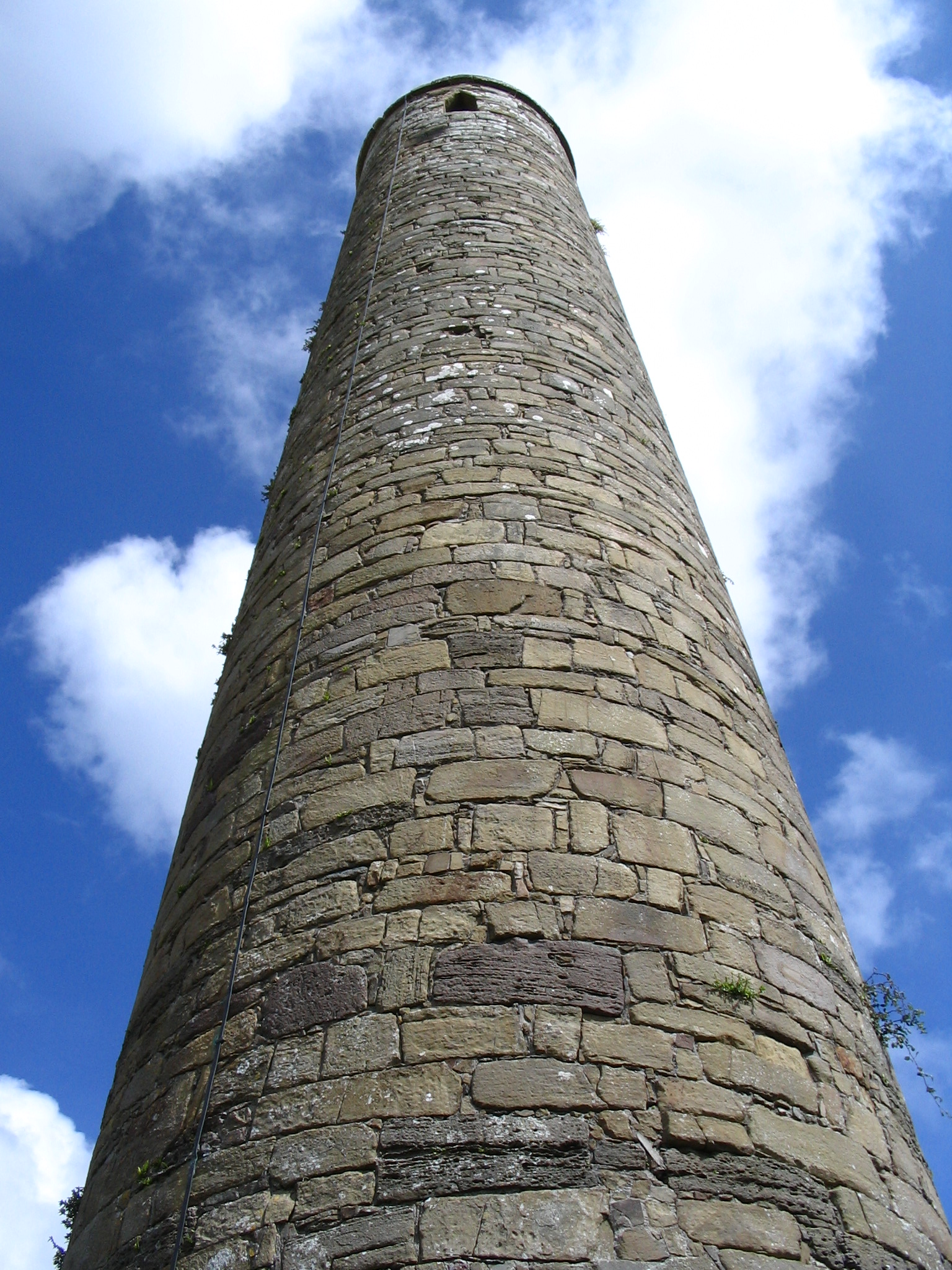